# Tuffi ai III Giochi olimpici giovanili estivi - Trampolino 3 metri femminile

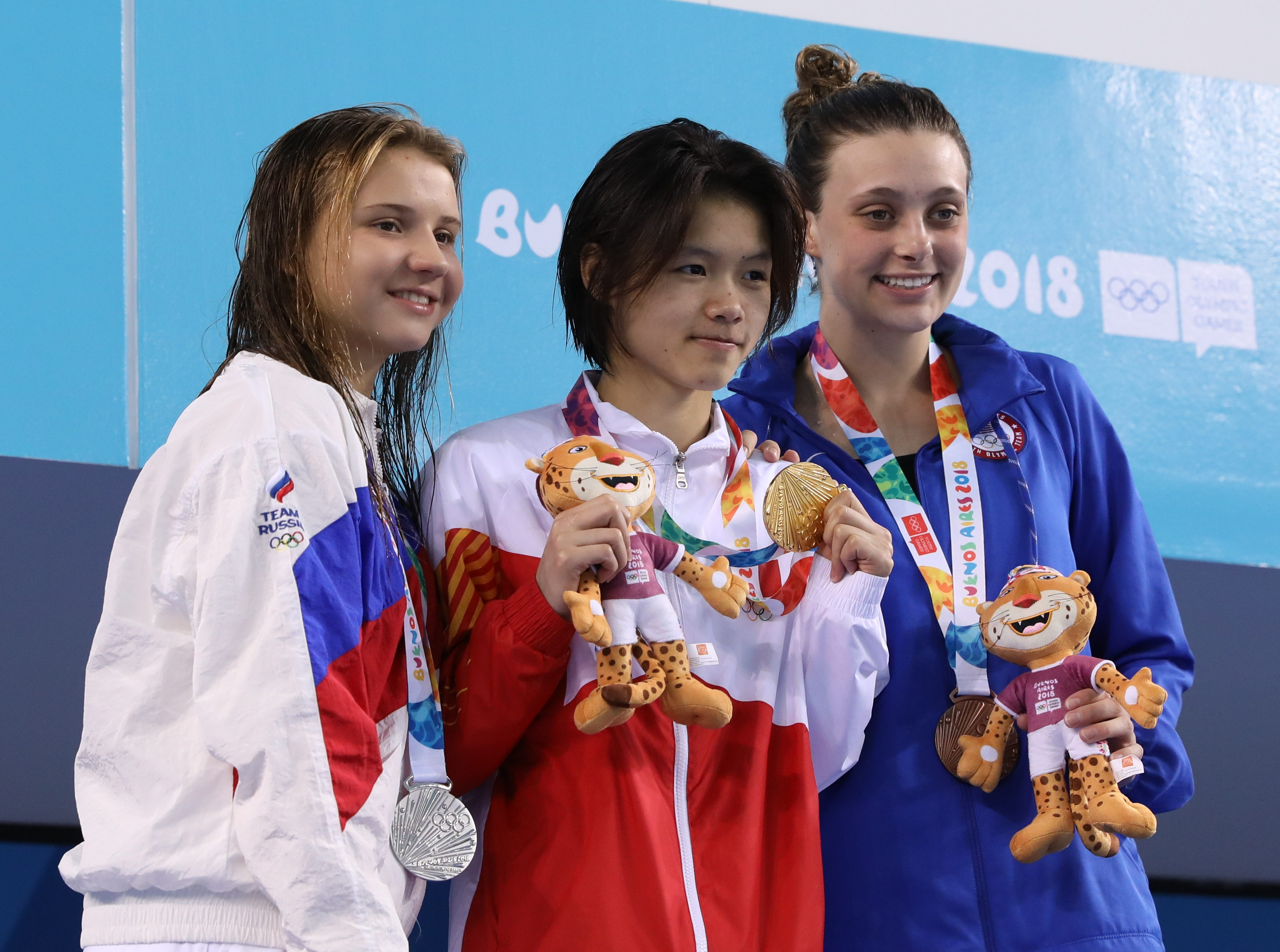
Cerimonia di premiazione

Il concorso dei tuffi dal trampolino 3 metri femminile dei Giochi olimpici giovanili estivi si è svolto il 15 ottobre 2018 presso il Parque Polideportivo Roca di Buenos Aires in Argentina.

## Programma
| Data            | Ora   | Evento      |
| --------------- | ----- | ----------- |
| 15 ottobre 2018 | 9:00  | Preliminare |
| 15 ottobre 2018 | 17:00 | Finale      |

## Risultati
In verde sono contraddistinti i finalisti.
| Class   | Atleta            | Natione       | Preliminare | Preliminare | Finale           | Finale           |
| Class   | Atleta            | Natione       | Punti       | Class       | Punti            | Class            |
| ------- | ----------------- | ------------- | ----------- | ----------- | ---------------- | ---------------- |
| Oro     | Lin Shan          | Cina          | 506.80      | 1           | 505.50           | 1                |
| Argento | Ul'jana Kljueva   | Russia        | 442.05      | 2           | 445.05           | 2                |
| Bronzo  | Bridget O'Neil    | Stati Uniti   | 414.60      | 5           | 439.60           | 3                |
| 4       | Maria Papworth    | Gran Bretagna | 369.85      | 12          | 428.95           | 4                |
| 5       | Gabriela Agúndez  | Messico       | 408.20      | 6           | 427.70           | 5                |
| 6       | Kimberly Bong     | Malaysia      | 396.85      | 8           | 427.10           | 6                |
| 7       | Chiara Pellacani  | Italia        | 421.00      | 3           | 425.90           | 7                |
| 8       | Michelle Heimberg | Svizzera      | 389.40      | 10          | 417.90           | 8                |
| 9       | Mélodie Leclerc   | Canada        | 406.45      | 7           | 400.90           | 9                |
| 10      | Valeria Antolino  | Spagna        | 393.95      | 9           | 400.80           | 10               |
| 11      | Sofija Lyskun     | Ucraina       | 416.75      | 4           | 398.75           | 11               |
| 12      | Elena Wassen      | Germania      | 370.80      | 11          | 391.40           | 12               |
| 13      | Helle Tuxen       | Norvegia      | 367.65      | 13          | Non qualificate. | Non qualificate. |
| 14      | Anna dos Santos   | Brasile       | 353.45      | 14          | Non qualificate. | Non qualificate. |
| 15      | Alysha Koloi      | Australia     | 185.65      | 15          | Non qualificate. | Non qualificate. |